# Psyonix
Psyonix é uma desenvolvedora de jogos eletrônicos fundada em 2000 e famosa por desenvolver o Rocket League. Com sede em San Diego, Califórnia, foi adquirida em maio de 2019 pela Epic Games.

## História
A Psyonix foi fundada em 2000 por Dave Hagewood, após este ter desenvolvido softwares da Internet, com o primeiro projeto de jogo da desenvolvedora, Proteus, sendo descontinuado. A companhia lançou Supersonic Acrobatic Rocket-Powered Battle-Cars e Monster Madness: Grave Danger, seus primeiros jogo eletrônicos, em 2008 e continuou a desenvolver projetos anteriores para grandes títulos de outras empresas. Em dezembro de 2009, a empresa mudou-se de Raleigh, Carolina do Norte, para San Diego.
A desenvolvedora de jogos começou, então, a trabalhar no sucessor de Battle-Cars, Rocket League, primeiramente lançado em julho de 2015 e um sucesso comercial ao ter arrecadado mais de $70 milhões até abril de 2016. Com o sucesso do jogo, a Psyonix ajustou seu modelo de negócio e passou a desenvolver somente projetos originais, não mais trabalhando para outras empresas. Em maio de 2019, a empresa foi adquirida pela Epic Games.